# Краскі-Сьлесиці
Краскі-Сьлесиці (пол. Kraski-Ślesice) — село в Польщі, у гміні Красне Пшасниського повіту Мазовецького воєводства.
Населення — 33 особи (2011).
У 1975-1998 роках село належало до Цехановського воєводства.

## Демографія
Демографічна структура станом на 31 березня 2011 року:
|          | Загалом | Допрацездатний вік | Працездатний вік | Постпрацездатний вік |
| -------- | ------- | ------------------ | ---------------- | -------------------- |
| Чоловіки | 22      | 3                  | 15               | 4                    |
| Жінки    | 11      | 0                  | 6                | 5                    |
| Разом    | 33      | 3                  | 21               | 9                    |